# Läuferknie

Ilio-tibiales Bandsyndrom (ITBS)

Das Läuferknie oder Ilio-tibiales Bandsyndrom (ITBS) oder Tractussyndrom ist ein weitverbreitetes Schmerzsyndrom, das durch Überbeanspruchung des Bewegungsapparates vor allem bei Läufern auftritt.

## Anatomie
Der Tractus iliotibialis ist ein Faszienstreifen, der vom Darmbeinkamm nach unten zieht, als ausgedehnte sehnenartige Hülle auf der Außenseite des Oberschenkels die Muskulatur stützt und am Schienbeinkopf verankert ist. Das iliotibiale Band spielt durch das Prinzip der „Zuggurtung“ eine wichtige Rolle beim menschlichen Stand, da es die Biegebeanspruchung des Oberschenkelknochens reduziert. Darüber hinaus könnte der Tractus iliotibialis ähnlich wie Achilles- oder Patellasehne als „elastischer Energiespeicher“ wirken, indem er bei Verlängerung ähnlich einem Gummiband Energie speichern und wieder abgeben kann.
Lange Zeit sah man den Schmerzen verursachenden Modus darin, dass der Tractus iliotibialis an der Gelenksvorwölbung des Oberschenkels (Epicondylus) reibt, ähnlich einem Seil an einer Felskante. Neuere Untersuchungen legen nahe, dass der Epicondylus vielmehr auf den Tractus drückt, und sehen eher den Druck denn Reibung als Ursache. Gleichwie kann dies vor allem bei Langstreckenläufern zu Überlastungen und Reizzuständen der Knochenhaut und des Schleimbeutels führen. Das Schmerzsyndrom selbst ist vielen Läufern und Radfahrern bekannt und als Tractussyndrom das häufigste bei Schmerzen im Bereich der Außenseite des Kniegelenks.
Während im anglo-amerikanischen Sprachraum zwischen dem Runner’s Knee (Chondromalacia patellae) und dem Iliotibial Band Syndrome unterschieden wird, werden beide im deutschen Sprachraum als „Läuferknie“ bezeichnet.

## Ursachen
Letztliche Ursache für das Schmerzsyndrom ist eine dauerhafte Belastung des Bewegungsapparates, wie sie bei Langstreckenläufen oder Radfahren üblich ist. Begünstigt wird sie durch Beinachsenabweichungen (O- oder X-Beine) und Fußfehlstellung, wie sie langfristig z. B. nach Sprunggelenksdistorsionen (=Umknicken) auftreten können. Des Weiteren kann eine Schwäche der Beckenstabilisatoren das Auftreten von ITBS fördern. Dabei sinkt die nicht belastete Hüfte ab und es entsteht ein übermäßiger Zug am Tractus. Eine Über-Supination des Fußes beim Laufen, unterschiedliche Beinlängen und eine verkürzte unflexible Muskulatur, insbesondere an der Außenseite des Oberschenkels, sind weitere anatomische Faktoren, die ein Läuferknie begünstigen können. Zu häufige Trainingseinheiten auf nach außen abschüssigen Straßen, ein zu schneller Trainingsaufbau und zu viele schnelle Trainingseinheiten sind dagegen methodische Ursachen eines Läuferknies.

## Symptome
Die stechenden Schmerzen beim Läuferknie können so stark werden, dass sie das Laufen unmöglich machen und selbst das normale Gehen stark behindert ist. Häufig beobachtet man die Schmerzen zunächst nur bei längerem Laufen, dann beim Treppensteigen und danach auch beim Gehen. Die Schmerzen, die sowohl von Muskeln, Sehnen, Kapsel als auch Gelenkknorpel ausgehen können, werden meist stechend am Kniegelenk oder an der Außenseite des Knies angegeben.  Dies geschieht z. B. beim „In-ein-Loch-treten“ oder einem Sturz. Rötungen und Schwellungen kommen allerdings eher selten vor.

## Diagnose
Das Krankheitsbild kann von einem Arzt relativ leicht, auch ohne bildgebende Verfahren wie Röntgen oder Kernspintomografie diagnostiziert werden. Dabei ist der Bereich, in dem der Tractus iliotibialis über den Oberschenkelknochen gleitet, schmerzhaft zu ertasten.
In weniger eindeutigen Fällen ist ITBS von Kniegelenksschäden mit ähnlicher Symptomatik abzugrenzen. Neben anderen Sehnenentzündungen können in diesem Bereich beispielsweise auch Meniskusschäden und Arthrosen ähnliche Beschwerden am äußeren Kniegelenk hervorrufen.

## Therapien
Bei dem akuten Auftreten von Schmerzen ist die Kryotherapie („Eisbeutel“), entzündungshemmende Salben oder Pflaster und eine Trainingspause sehr hilfreich. Dehnungsübungen für den Tractus und Kräftigungsübungen der Beckenstabilisatoren sowie der Bauch- und Rückenmuskulatur wirken vorbeugend. Gute Laufschuhe, Aufwärmen und Dehnungsübungen vor einer längeren Belastung können das Auftreten des Schmerzsyndromes ebenfalls verhindern. Zusätzlich ist es ratsam physiotherapeutisch durch myofasziale Techniken und Lockerung der Muskulatur ein erneutes Auftreten zu verhindern. Nach sechs bis acht Wochen ist die Verletzung meist verheilt.
Bei zu früh oder zu stark einsetzender Wiederbelastung des Knies kann es zu einem so genannten „Verletzungskreislauf“ (injury cycle) kommen. Eventuell können bei Beinachsenabweichungen Einlagen oder angepasste Laufschuhe hilfreich sein.
Zusätzlich kann eine Injektion mit Kortison als Entzündungshemmer erfolgen.

## Chirurgie
Als weitere Maßnahme, wenn alle oben aufgeführten Therapiemaßnahmen versagt haben, bleibt noch die Möglichkeit eines operativen Eingriffes. Dabei wird der Tractus durch einen Z-förmigen Einschnitt verlängert und damit entlastet. Ein anderes Verfahren ist die Entfernung des entzündeten Gewebes zwischen Tractus iliotibialis und Epicondylus mittels Gelenkspiegelung.

## Risikofaktoren
Eine Kniefehlstellung, besonders als Genu varum (O-Bein) kann ein Läuferknie begünstigen. Des Weiteren können unflexible und verkürzte Sehnen an der Außenseite des Oberschenkels und ein verkürzter Tractus Risikofaktoren für die Begünstigung eines Läuferknies darstellen. Generell sind oft Personen betroffen, die oft und lange laufen bzw. das Knie in hoher Frequenz intensiv belasten.